# Bulbine navicularifolia
Bulbine navicularifolia är en grästrädsväxtart som beskrevs av Graham Williamson. Bulbine navicularifolia ingår i släktet bulbiner, och familjen grästrädsväxter. Inga underarter finns listade i Catalogue of Life.